# Hypena extremipalpis
Hypena extremipalpis är en fjärilsart som beskrevs av Martin Lödl. Hypena extremipalpis ingår i släktet Hypena och familjen nattflyn. Inga underarter finns listade i Catalogue of Life.